# Chhampi
Chhampi es un pueblo ubicado en el distrito de Lalitpur, Nepal.

## Superficie
Cuenta con una superficie de 5,5 kilómetros cuadrados.

## Demografía
Datos hasta 2015
- Población: 4326 habitantes.[1]
- Densidad de población: 784,1 habitantes por kilómetro cuadrado.[1]
- Población masculina: 2143 (49,5%).[1]
- Población femenina: 2183 (50,5%).[1]